# Todd Lowe
Todd Lowe (Houston, Texas, 10 mei 1977) is een Amerikaans acteur.

## Carrière
Lowe werd geboren in Houston en groeide op in het nabijgelegen Humble. Hij was van 2002 tot 2007 te zien in de televisieserie Gilmore Girls als "Lane Kims" echtgenoot "Zach Van Gerbig". Vanaf 2008 is hij te zien als "Terry Bellefleur" in de HBO-televisieserie True Blood. Verder had hij gastrollen in onder meer Walker, Texas Ranger, Without a Trace, NCIS en CSI: Miami en was hij te zien in de film Where the Heart Is.

## Filmografie
- CSI: Miami (2011) - Jake McGrath
- NCIS (2009) - Agent Dunham
- True Blood (2008–2013) Terry Bellefleur
- Redline (2007) - Nick
- Without a Trace "The Thing with Feathers" (2006) - Ryan Leonard
- Gilmore Girls (2002–2007) - Zach Van Gerbig
- Silver Lake (2004) - Grant
- My Dinner with Jimi (2003) - John Lodge
- Trash (2003) - Billy
- The Princess Diaries (2001) - Lana's Date Eric
- The '70s (2000) - Man With Flag
- Where the Heart Is (2000) - Troy
- A Texas Funeral (1999) - Skinny Private
- Walker, Texas Ranger "Sons of Thunder" (1997) - Jackie Perralta, "Lost Boys" (1999) - Zack Conlon

- Library of Congress Control Number: no2010088170
- MusicBrainz: b0f455d0-3936-4aff-b8f4-21d0590ce7c6
- Virtual International Authority File: 121281467
- WorldCat: E39PBJrRjPYwWWHV7BCQvPkxDq